# Myosotis rivularis
Myosotis rivularis là loài thực vật có hoa trong họ Mồ hôi. Loài này được (Vestergr.) A.P. Khokhr. mô tả khoa học đầu tiên năm 1993.